# Teoria polivagal

El nervi vague

La teoria polivagal (TVP) és un conjunt de construccions evolutives, neurocientífiques i psicològiques proposades relacionades amb el paper del nervi vague en la regulació de les emocions, la connexió social i la resposta a la por. La teoria va ser introduïda el 1994 per Stephen Porges. Hi ha consens entre els experts que els supòsits de la teoria polivagal són insostenibles. La teràpia paraventricular (PVT) és popular entre alguns professionals clínics i pacients, però no està avalada per la neurociència social actual.
La teoria polivagal pren el seu nom del nervi vague, un nervi cranial que forma el component principal del sistema nerviós parasimpàtic.  La visió tradicional del sistema nerviós autònom presenta un sistema de dues parts: el sistema nerviós simpàtic, que és més activador ("lluita o fugida"), i el sistema nerviós parasimpàtic, que afavoreix la salut, el creixement i la restauració ("descans i digestió"). La teoria polivagal considera que el sistema nerviós parasimpàtic es divideix en dues branques diferents: un "sistema vagal ventral" que dóna suport a la participació social, i un "sistema vagal dorsal" que dóna suport a les conductes d'immobilització, tant de "descans i digestió" com d'immobilització defensiva o "apagada". Aquest "sistema d'interacció social" és un estat híbrid d'activació i calma que juga un paper en la capacitat d'interactuar socialment.

## Teoria
El vague, o desè nervi cranial, és un component principal del sistema nerviós autònom, que fa funcionar els òrgans interns. Transmet senyals parasimpàtics cap al cor, els pulmons i el tracte digestiu i des d'aquests. Es diu que el sistema vagal és inhibidor dels instints primaris, ja que forma part del sistema nerviós parasimpàtic, en oposició al sistema simpàtic-adrenal, implicat en els comportaments de mobilització.
La teoria polivagal va ser desenvolupada el 1994 per Porges, que en aquell moment era director del Centre Cervell-Cos de la Universitat d'Illinois a Chicago. Se centra en l'estructura i la funció de les dues branques eferents del nervi cranial vague, que s'originen a la medul·la. Es diu que cada branca està associada amb una estratègia de comportament adaptatiu diferent; les branques ventrals són de naturalesa més tranquil·la i les dorsals més actives.
Segons la teoria, es poden distingir tres principis organitzatius:

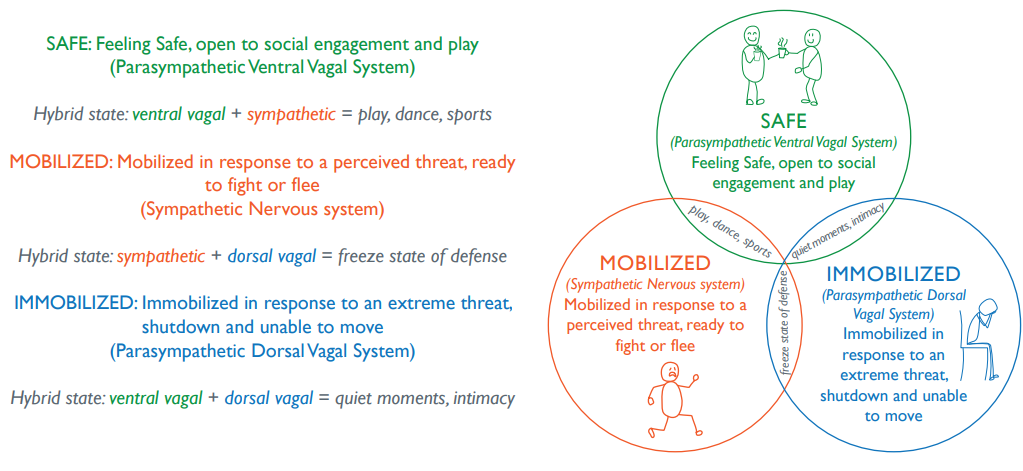
Diagrama explicatiu

1. Jerarquia: El sistema nerviós autònom reacciona en tres patrons de reacció, que s'activen en un ordre específic.
2. Neurocepció: A diferència de la percepció, aquí es tracta d'una cognició sense consciència, desencadenada per un estímul com ara el perill.[11][12]
3. Coregulació: La necessitat de sentir-se prou segur per permetre's estar en relacions, cosa que és difícil per a les persones traumatitzades.[13]

Porges descriu els tres circuits neuronals com a reguladors del comportament reactiu. Alguns teòrics del trauma infantil van tenir en compte les seves troballes, i terapeutes de trauma com ara Bessel van der Kolk, Peter A. Levine i Marianne Bentzen van utilitzar tècniques relacionades.

### Hipòtesi anatòmica
La teoria polivagal combina idees de la biologia evolutiva i la neurologia per afirmar que les reaccions autonòmiques s'han adaptat al desenvolupament filogenètic dels circuits neuronals. Afirma que el sistema nerviós simpàtic i dues branques diferents del sistema nerviós parasimpàtic estan ordenades filogenèticament i s'activen per a les respostes. Es diu que les branques del nervi vagal serveixen a diferents respostes evolutives a l'estrès en els mamífers: es diu que la branca més primitiva provoca comportaments d'immobilització (per exemple, fingir la mort), mentre que la branca més evolucionada està vinculada a la comunicació social i als comportaments d'autocalmament. Es diu que aquestes funcions segueixen una jerarquia filogenètica, on els sistemes més primitius s'activen només quan fallen les funcions més evolucionades.
Segons la teoria, aquestes vies neuronals regulen els estats autonòmics i l'expressió del comportament emocional i social. Afirma que en els mamífers, les expressions facials estan connectades a reaccions físiques internes, com ara canvis cardíacs i digestius, i, en general, l'estat fisiològic dicta la gamma de comportament i experiència psicològica.
Les afirmacions sobre la naturalesa de l'estrès, l'emoció i el comportament social s'estudien tradicionalment a través d'índexs perifèrics d'activació com ara la freqüència cardíaca, el nivell de cortisol i la conductància de la pell. La teoria polivagal defensa la mesura del to vagal com a nou índex de vulnerabilitat i reactivitat a l'estrès, fins i tot en poblacions amb trastorns afectius.

### Complex vagal dorsal (CVD) proposat
La branca dorsal del nervi vague s'origina al nucli motor dorsal i la teoria polivagal postula que és la branca filogenèticament més antiga. Aquesta branca no és mielinitzada i existeix en la majoria de vertebrats. La teoria polivagal anomena això el "vague vegetatiu" perquè el veu associat amb les estratègies de supervivència primàries de vertebrats, rèptils i amfibis primitius. Sota certes condicions, aquests animals es "congelen" quan se senten amenaçats, conservant els seus recursos metabòlics. Això es basa en les afirmacions simplificadores de la teoria del cervell trinuari que ja no es consideren exactes a causa de les moltes excepcions a aquesta regla (vegeu Triune brain § Status of the model).
El DVC proporciona el control primari dels òrgans viscerals subdiafragmàtics, com ara el tracte digestiu. En condicions normals, el DVC manté la regulació d'aquests processos digestius. No obstant això, la desinhibició prolongada pot ser letal per als mamífers, ja que provoca apnea i bradicàrdia.

### Complex vagal ventral (VCV) proposat
Amb l'augment de la complexitat neuronal observada en els mamífers (a causa del desenvolupament filogenètic), es diu que ha evolucionat un sistema més sofisticat per enriquir les respostes conductuals i afectives a un entorn cada cop més complex. La branca ventral del vague s'origina al nucli ambigu i està mielinitzada per proporcionar més velocitat de resposta. La teoria polivagal anomena això el "vague intel·ligent" perquè l'associa amb la regulació de comportaments simpàtics de "lluita o fugida" mitjançant comportaments d'afiliació social. Es diu que aquests comportaments inclouen la comunicació social i l'autocalmament i la calma. En altres paraules, es diu que aquesta branca del vague inhibeix o desinhibeix els circuits límbics defensius, depenent de la situació. Nota: Atribuir els comportaments defensius únicament al sistema límbic és una simplificació excessiva, ja que aquests són desencadenats per amenaces percebudes, per la qual cosa cal una interacció de les àrees del cervell que realitzen la integració sensorial, la memòria i el coneixement semàntic amb el sistema límbic per ser provocats. De la mateixa manera, la regulació de les emocions requereix una interacció complexa de les àrees cognitives superiors amb les límbiques. El nervi vague controla els òrgans viscerals supradiafragmàtics, com l'esòfag, els bronquis, la faringe i la laringe. També exerceix una influència important sobre el cor. Quan el to vagal del marcapassos del cor és alt, es produeix una freqüència cardíaca basal o en repòs. En altres paraules, el vague actua com una restricció o un fre, limitant la freqüència cardíaca. Tanmateix, quan s'elimina el to vagal, hi ha poca inhibició al marcapassos i, segons la teoria polivagal, es pot activar la mobilització ràpida ("lluita/fugida") en moments d'estrès, però sense haver d'implicar el sistema simpàtic-adrenal, ja que l'activació té un cost biològic greu. Nota: Tot i que el paper del nervi vague en la regulació a la baixa de la freqüència cardíaca està ben establert, la idea que es pot desencadenar una resposta de lluita o fugida sense activar el sistema nerviós simpàtic no està fonamentada per cap evidència.

### El to vagal com a marcador d'estrès
Per tal de mantenir l'homeòstasi, el sistema nerviós central respon constantment, mitjançant retroalimentació neuronal, a les senyals ambientals. Els esdeveniments estressants interrompen l'estructura rítmica dels estats autònoms i, per tant, els comportaments. Com que el vague juga un paper tan integral en el sistema nerviós perifèric a través de la regulació de la freqüència cardíaca, Porges suggereix que l'amplitud de l'arrítmia sinusal respiratòria (RSA) és un bon índex de l'activitat del sistema nerviós parasimpàtic a través del vague cardíac. És a dir, es proposa RSA com una manera mesurable i no invasiva de veure com el vague modula l'activitat de la freqüència cardíaca en resposta a l'estrès. Si és cert, aquest mètode podria ser útil per mesurar les diferències individuals en la reactivitat a l'estrès.
L'RSA és la mesura àmpliament utilitzada de l'amplitud del ritme cardíac associat amb la freqüència respiratòria espontània. La recerca ha demostrat que l'amplitud de la RSA és un indicador precís de la influència eferent del vague sobre el cor. Com que els efectes inhibidors de la branca VVC del vague permeten una àmplia gamma de comportaments adaptatius i prosocials, s'ha teoritzat que els individus amb un to vagal més gran són capaços de presentar una gamma més àmplia d'aquests comportaments. D'altra banda, la disminució del to vagal s'associa amb malalties i complicacions mèdiques que comprometen el SNC. Aquestes complicacions poden reduir la capacitat d'una persona per respondre adequadament a l'estrès.

## Recepció
En una revisió de la literatura del 2023, Paul Grossman enumera cinc premisses de la teoria polivagal i afirma que "hi ha un ampli consens entre els experts […] que cada suposició fisiològica bàsica de la teoria polivagal és insostenible. Gran part de l'evidència existent, en què es basen aquests consensos, indica fermament que les hipòtesis polivagals subjacents han estat falsificades".
Tot i que els defensors com Bessel van der Kolk lloen el poder explicatiu de la teoria, Grossman considera que la teoria és un conflicte innecessari i sense fonament imposat al diàleg públic.